# سد ایوشان
سد ایوشان، سدی بر روی رودخانه هرود (کشکان) است که در ۵۷ کیلومتری شرق خرم‌آباد و در نزدیکی روستای ایوشان گلستان در استان لرستان قرار دارد.
این سد با هدف تأمین آب موردنیاز اراضی دیم کشاورزی و پایاب دشت ایوشان و بیرانشهر، جلوگیری از سیلاب‌های بزرگ بهاره، توسعه صنعت گردشگری و فراهم نمودن امکانات پرورش ماهی در استان احداث شده‌است.
از مشکلات این طرح، انجام نشدن یا کندی در انجام طرح‌های توسعه کشاورزی مدرن، گردشگری و صنعت در اراضی پایاب این سد بعد از آبگیری و افتتاح آن بوده است. تامین و توزیع آب و ساخت سازه‌های آبی در ایران منحصرا دولتی و بر عهده وزارت نیرو و وزارت کشاورزی می‌باشد.

## نگارخانه
.